# 피나르 델 레이역
피나르 델 레이 역(스페인어: Pinar del Rey)은 마드리드 지하철 8호선의 역이다. 마드리드 오르탈레사 구 카니야스 북동부의 프란시스코 페르난데스 오르도녜스 광장에 위치해 있다. 이곳으로 그란비아 데 오르탈레사, 시몬 볼리바르 거리, 안드레스 오비스포 거리가 만난다. 요금구역 상으로는 A구역에 속한다.

## 역사
2007년 1월 15일에 문을 열었다. 콜롬비아 역과 마르 데 크리스탈 역 사이에 새로 신설된 역으로서, 2006년 6월부터 9월까지 운행을 일시 중단하고 공사를 진행하였다. 원래 계획됐던 예산과 공사기간은 각각 3100만 유로, 21개월이었으나 최종적으로는 3980만 유로에 26개월이 소요되었다.

## 환승 정보
역 주변에 시내버스 정류장이 두 곳 있다.
버스
- 시내버스
  - 87번 노선 (주간)

지하철
| 마드리드 지하철                  | 마드리드 지하철       | 마드리드 지하철                    |
| -------------------------------- | --------------------- | ---------------------------------- |
| 콜롬비아 누에보스 미니스테리오스 | 마드리드 지하철 8호선 | 마르 데 크리스탈 아에로푸에르토 T4 |